# Bob Dylan Gospel Tour
Bob Dylan Gospel Tour es una gira del músico estadounidense Bob Dylan. La gira incluyó un total de 79 conciertos por Norteamérica divididos en tres etapas, desde el 1 de noviembre de 1979 hasta el 21 de mayo de 1980.

## Trasfondo
En febrero de 1978, Dylan inició una gira mundial durante diez meses que consistió en 114 conciertos en diez países. El 15 de junio, publicó el álbum Street Legal, que recibió reseñas generalmente negativas de la prensa musical estadounidense. La gira en su conjunto también obtuvo pobres reseñas. Las exigencias físicas de la gira también estaban produciendo mella en el artista. Durante el concierto del 17 de noviembre en San Diego, un asistente del público lanzó una pequeña cruz de plata al escenario. Dylan recordó más tarde en una entrevista: «Hacia el final del concierto alguien en la multitud... sabía que no me sentía demasiado bien. Creo que podían ver eso. Y lanzaron una cruz de plata al escenario. Ahora por lo general no recojo cosas del escenario... Pero miré a la cruz. Me dije: «Tengo que cogerla». De modo que la cogí y la metí en el bolsillo... Y lo llevé detrás del escenario y la traje conmigo a la siguiente ciudad, que estaba a las afueras de Arizona... Me sentía aún peor de lo que estaba en San Diego. Me dije: «Bien, necesito algo esta noche». No sabía lo que era. Estaba acostumbrado a todo tipo de cosas. Y miré en mi bolsillo y tenía la cruz».
Hacia el final de la gira mundial de 1978, Dylan comenzó a interpretar una nueva canción durante los ensayos llamada «Slow Train Coming», con una temática cristiana. Durante el último concierto de la gira, el 16 de diciembre de 1978, interpretó otra canción inédita llamada «Do Right to Me Baby (Do Unto Others)», con letras centradas en un pasaje de la Biblia.
Según Dylan, una noche a finales de 1978 tuvo un punto de inflexión cuando recibió una «visión y la sensación» que Mary Alice Artres, cristiana renacida, creía que era «una visita del propio Jesucristo». Dylan comentó al respecto: «Cristo puso su mano sobre mí. Fue algo físico. Lo sentí. Lo sentí en todo mi cuerpo. Sentí todo mi cuerpo temblar. La gloria del Señor me tiró al suelo y me recogió».
Artres no era la única cristiana renacida en la gira de Dylan. Steve Soles y David Mansfield eran miembros de Vineyard Fellowship, una organización cristiana a la que entraron a través de T-Bone Burnett. Segú el bajista Rob Stoner, fue Burnett el primero en hablar a Dylan sobre Cristo y la asociación.
En los primeros meses de 1979, Dylan comenzó a componer canciones claramente influidas por su nueva fe cristiana y el estudio de la Biblia. Dylan pensó inicialmente producir las canciones de forma anónima para Carolyn Dennis. El propio Dylan comentó: «Quería sacar las canciones, pero no quería hacerlas yo, porque sabía que no iban a ser percibidas de «esa» manera. Simplemente significaría más presión». Finalmente, Dylan decidió grabar las canciones por su cuenta, y reunió a un grupo de músicos entre los que incluyó a Mark Knopfler y a los veteranos Barry Beckett y Jerry Wexler como productores. Entre el 30 de abril y el 11 de mayo, Dylan grabó el material para un nuevo disco en los Muscle Shoals, Alabama. El nuevo álbum con canciones de temática cristiana, titulado Slow Train Coming, fue publicado en agosto de 1979.
El 18 de octubre, Dylan y su nueva banda de acompañamiento apareció en el programa de televisión Saturday Night Live, donde interpretaron tres canciones del álbum: «Gotta Serve Somebody», «I Believe in You» y «When You Gonna Wake Up». Dos semanas después, el 1 de noviembre de 1979, Dylan iniciaba una gira de catorce conciertos en el Fox Warfield de San Francisco (California).

## Conciertos
| Fecha                   | Ciudad                    | País           | Escenario                                    | Lista de canciones |
| ----------------------- | ------------------------- | -------------- | -------------------------------------------- | ------------------ |
| 1ª etapa                |                           |                |                                              |                    |
| 1 de noviembre de 1979  | San Francisco             | Estados Unidos | Fox Warfield Theatre                         | 1                  |
| 2 de noviembre de 1979  | San Francisco             | Estados Unidos | Fox Warfield Theatre                         | 1                  |
| 3 de noviembre de 1979  | San Francisco             | Estados Unidos | Fox Warfield Theatre                         | 1                  |
| 4 de noviembre de 1979  | San Francisco             | Estados Unidos | Fox Warfield Theatre                         | 1                  |
| 6 de noviembre de 1979  | San Francisco             | Estados Unidos | Fox Warfield Theatre                         | 1                  |
| 7 de noviembre de 1979  | San Francisco             | Estados Unidos | Fox Warfield Theatre                         | 1                  |
| 8 de noviembre de 1979  | San Francisco             | Estados Unidos | Fox Warfield Theatre                         | 1                  |
| 9 de noviembre de 1979  | San Francisco             | Estados Unidos | Fox Warfield Theatre                         | 1                  |
| 10 de noviembre de 1979 | San Francisco             | Estados Unidos | Fox Warfield Theatre                         | 1                  |
| 11 de noviembre de 1979 | San Francisco             | Estados Unidos | Fox Warfield Theatre                         | 1                  |
| 13 de noviembre de 1979 | San Francisco             | Estados Unidos | Fox Warfield Theatre                         | 1                  |
| 14 de noviembre de 1979 | San Francisco             | Estados Unidos | Fox Warfield Theatre                         | 2                  |
| 15 de noviembre de 1979 | San Francisco             | Estados Unidos | Fox Warfield Theatre                         | 1                  |
| 16 de noviembre de 1979 | San Francisco             | Estados Unidos | Fox Warfield Theatre                         | 3                  |
| 18 de noviembre de 1979 | Santa Mónica, California  | Estados Unidos | Santa Monica Civic Auditorium                | 4                  |
| 19 de noviembre de 1979 | Santa Mónica, California  | Estados Unidos | Santa Monica Civic Auditorium                | 4                  |
| 20 de noviembre de 1979 | Santa Mónica, California  | Estados Unidos | Santa Monica Civic Auditorium                | 4                  |
| 21 de noviembre de 1979 | Santa Mónica, California  | Estados Unidos | Santa Monica Civic Auditorium                | 4                  |
| 25 de noviembre de 1979 | Tempe, Arizona            | Estados Unidos | Gammage Center                               | 5                  |
| 26 de noviembre de 1979 | Tempe, Arizona            | Estados Unidos | Gammage Center                               | 6                  |
| 27 de noviembre de 1979 | San Diego (California)    | Estados Unidos | Golden Hall                                  | 4                  |
| 28 de noviembre de 1979 | San Diego (California)    | Estados Unidos | Golden Hall                                  | 4                  |
| 4 de diciembre de 1979  | Albuquerque, Nuevo México | Estados Unidos | Kiva Auditorium, Convention Center           | 4                  |
| 5 de diciembre de 1979  | Albuquerque, Nuevo México | Estados Unidos | Kiva Auditorium, Convention Center           | 4                  |
| 8 de diciembre de 1979  | Tucson, Arizona           | Estados Unidos | Music Hall                                   | 4                  |
| 9 de diciembre de 1979  | Tucson, Arizona           | Estados Unidos | Music Hall                                   | 4                  |
| 2ª etapa                |                           |                |                                              |                    |
| 13 de enero de 1980     | Seattle, Washington       | Estados Unidos | Paramount Northwest Theatre                  | 4                  |
| 14 de enero de 1980     | Seattle, Washington       | Estados Unidos | Paramount Northwest Theatre                  | 4                  |
| 15 de enero de 1980     | Seattle, Washington       | Estados Unidos | Paramount Northwest Theatre                  | 4                  |
| 16 de enero de 1980     | Portland, Oregon          | Estados Unidos | Paramount Theatre                            | 4                  |
| 17 de enero de 1980     | Spokane, Washington       | Estados Unidos | Opera House                                  | 4                  |
| 18 de enero de 1980     | Spokane, Washington       | Estados Unidos | Opera House                                  | 4                  |
| 21 de enero de 1980     | Denver, Colorado          | Estados Unidos | Rainbow Music Hall                           | 7                  |
| 22 de enero de 1980     | Denver, Colorado          | Estados Unidos | Rainbow Music Hall                           | 4                  |
| 23 de enero de 1980     | Denver, Colorado          | Estados Unidos | Rainbow Music Hall                           | 4                  |
| 25 de enero de 1980     | Omaha, Nebraska           | Estados Unidos | Orpheum Theater                              | 4                  |
| 26 de enero de 1980     | Omaha, Nebraska           | Estados Unidos | Orpheum Theater                              | 4                  |
| 27 de enero de 1980     | Kansas City, Misuri       | Estados Unidos | Uptown Theater                               | 4                  |
| 28 de enero de 1980     | Kansas City, Misuri       | Estados Unidos | Uptown Theater                               | 4                  |
| 29 de enero de 1980     | Kansas City, Misuri       | Estados Unidos | Uptown Theater                               | 4                  |
| 31 de enero de 1980     | Memphis, Tennessee        | Estados Unidos | Orpheum Theater                              | 4                  |
| 1 de febrero de 1980    | Memphis, Tennessee        | Estados Unidos | Orpheum Theater                              | 4                  |
| 2 de febrero de 1980    | Birmingham, Alabama       | Estados Unidos | Jefferson Civic Center                       | 8                  |
| 3 de febrero de 1980    | Birmingham, Alabama       | Estados Unidos | Jefferson Civic Center                       | 8                  |
| 5 de febrero de 1980    | Knoxville, Tennessee      | Estados Unidos | Civic Auditorium                             | 4                  |
| 6 de febrero de 1980    | Knoxville, Tennessee      | Estados Unidos | Civic Auditorium                             | 4                  |
| 8 de febrero de 1980    | Charleston, West Virginia | Estados Unidos | Municipal Auditorium                         | 9                  |
| 9 de febrero de 1980    | Charleston, West Virginia | Estados Unidos | Municipal Auditorium                         | 10                 |
| 3ª etapa                |                           |                |                                              |                    |
| 17 de abril de 1980     | Toronto, Ontario          | Canadá         | Massey Hall                                  | 11                 |
| 18 de abril de 1980     | Toronto, Ontario          | Canadá         | Massey Hall                                  | 11                 |
| 19 de abril de 1980     | Toronto, Ontario          | Canadá         | Massey Hall                                  | 12                 |
| 20 de abril de 1980     | Toronto, Ontario          | Canadá         | Massey Hall                                  | 11                 |
| 22 de abril de 1980     | Montreal, Quebec          | Canadá         | Le Theatre Saint-Denis                       | 11                 |
| 23 de abril de 1980     | Montreal, Quebec          | Canadá         | Le Theatre Saint-Denis                       | 11                 |
| 24 de abril de 1980     | Montreal, Quebec          | Canadá         | Le Theatre Saint-Denis                       | 11                 |
| 25 de abril de 1980     | Montreal, Quebec          | Canadá         | Le Theatre Saint-Denis                       | 11                 |
| 27 de abril de 1980     | Albany, New York          | Estados Unidos | Palace Theater                               | 11                 |
| 28 de abril de 1980     | Albany, New York          | Estados Unidos | Palace Theater                               | 11                 |
| 30 de abril de 1980     | Buffalo                   | Estados Unidos | Kleinhans Music Hall                         | 11                 |
| 1 de mayo de 1980       | Buffalo                   | Estados Unidos | Kleinhans Music Hall                         | 13                 |
| 2 de mayo de 1980       | Worcester, Massachusetts  | Estados Unidos | Memorial Theater                             | 11                 |
| 3 de mayo de 1980       | Worcester, Massachusetts  | Estados Unidos | Memorial Theater                             | 11                 |
| 4 de mayo de 1980       | Syracuse, New York        | Estados Unidos | Landmark Theater                             | 11                 |
| 5 de mayo de 1980       | Syracuse, New York        | Estados Unidos | Landmark Theater                             | 11                 |
| 7 de mayo de 1980       | Hartford, Connecticut     | Estados Unidos | Bushnell Memorial Hall                       | 14                 |
| 8 de mayo de 1980       | Hartford, Connecticut     | Estados Unidos | Bushnell Memorial Hall                       | 11                 |
| 9 de mayo de 1980       | Portland, Maine           | Estados Unidos | City Hall                                    | 11                 |
| 10 de mayo de 1980      | Portland, Maine           | Estados Unidos | City Hall                                    | 11                 |
| 11 de mayo de 1980      | Providence, Rhode Island  | Estados Unidos | Ocean State Performing Arts Center           | 11                 |
| 12 de mayo de 1980      | Providence, Rhode Island  | Estados Unidos | Ocean State Performing Arts Center           | 11                 |
| 14 de mayo de 1980      | Pittsburgh, Pensilvania   | Estados Unidos | Stanley Theatre                              | 11                 |
| 15 de mayo de 1980      | Pittsburgh, Pensilvania   | Estados Unidos | Stanley Theatre                              | 11                 |
| 16 de mayo de 1980      | Pittsburgh, Pensilvania   | Estados Unidos | Stanley Theatre                              | 15                 |
| 17 de mayo de 1980      | Akron, Ohio               | Estados Unidos | Civic Theater                                | 16                 |
| 18 de mayo de 1980      | Akron, Ohio               | Estados Unidos | Civic Theater                                | 17                 |
| 20 de mayo de 1980      | Columbus, Ohio            | Estados Unidos | Franklin County Veterans Memorial Auditorium | 11                 |
| 21 de mayo de 1980      | Dayton, Ohio              | Estados Unidos | Memorial Hall                                | 14                 |

## Listas de canciones
- #1 – Gotta Serve Somebody, I Believe In You, When You Gonna Wake Up, When He Returns, Man Gave Names to All the Animals, Precious Angel, Slow Train, Covenant Woman, Gonna Change My Way of Thinking, Do Right to Me Baby (Do Unto Others), Solid Rock, Saving Grace, What Can I Do for You?, Saved, In the Garden, Blessed Be the Name, Pressing On[1]
- #2 – Gotta Serve Somebody, I Believe In You, When You Gonna Wake Up, When He Returns, Man Gave Names to All the Animals, Slow Train, Covenant Woman, Gonna Change My Way of Thinking, Do Right to Me Baby (Do Unto Others), Solid Rock, Saving Grace, What Can I Do for You?, In the Garden, Saved, Blessed Be the Name, Pressing On[1]
- #3 – Gotta Serve Somebody, I Believe In You, When You Gonna Wake Up, When He Returns, Man Gave Names to All the Animals, Precious Angel, Slow Train, Covenant Woman, Ain't No Man Righteous, No Not One, Gonna Change My Way of Thinking, Do Right to Me Baby (Do Unto Others), Solid Rock, Saving Grace, What Can I Do for You?, In the Garden, Saved, Blessed Be the Name, Pressing On[1]
- #4 – Gotta Serve Somebody, I Believe In You, When You Gonna Wake Up, When He Returns, Man Gave Names to All the Animals, Precious Angel, Slow Train, Covenant Woman, Gonna Change My Way of Thinking, Do Right to Me Baby (Do Unto Others), Solid Rock, Saving Grace, Saved, What Can I Do for You?, In the Garden, Blessed Be the Name, Pressing On[1]
- #5 – Gotta Serve Somebody, I Believe In You, When You Gonna Wake Up, When He Returns, Man Gave Names to All the Animals, Precious Angel, Slow Train, Covenant Woman, Gonna Change My Way of Thinking, Do Right to Me Baby (Do Unto Others), Solid Rock, Saving Grace, Saved, What Can I Do for You?, In the Garden, Blessed Be the Name[1]
- #6 – Gotta Serve Somebody, I Believe In You, When You Gonna Wake Up, When He Returns, Man Gave Names to All the Animals, Precious Angel, Slow Train, Covenant Woman, Gonna Change My Way of Thinking, Do Right to Me Baby (Do Unto Others), Solid Rock, Saving Grace, Saved, What Can I Do for You?, In the Garden[1]
- #7 – When He Returns, Man Gave Names to All the Animals, Precious Angel, Slow Train, Gonna Change My Way of Thinking, Do Right to Me Baby (Do Unto Others), Solid Rock, Saving Grace[1]
- #8 – Gotta Serve Somebody, I Believe In You, When You Gonna Wake Up, When He Returns, Man Gave Names to All the Animals, Precious Angel, Slow Train, Covenant Woman, Gonna Change My Way of Thinking, Do Right to Me Baby (Do Unto Others), Solid Rock, Saving Grace, Saved, What Can I Do for You?, In the Garden, Blessed Be the Name[1]
- #9 – Gotta Serve Somebody, I Believe In You, When You Gonna Wake Up, When He Returns, Man Gave Names to All the Animals, Precious Angel, Slow Train, Covenant Woman, Gonna Change My Way of Thinking, Do Right to Me Baby (Do Unto Others), Solid Rock, Saving Grace, Saved, What Can I Do for You?, In the Garden, Are You Ready, Blessed Be the Name[1]
- #10 – Gotta Serve Somebody, I Believe In You, When You Gonna Wake Up, When He Returns, Man Gave Names to All the Animals, Precious Angel, Slow Train, Covenant Woman, Gonna Change My Way of Thinking, Do Right to Me Baby (Do Unto Others), Solid Rock, Saving Grace, Saved, What Can I Do for You?, In the Garden, Are You Ready, Pressing On[1]
- #11 – Gotta Serve Somebody, I Believe In You, When You Gonna Wake Up, Ain't Gonna Go to Hell for Anybody, Cover Down, Break Through, Precious Angel, Man Gave Names to All the Animals, Slow Train, Do Right to Me Baby (Do Unto Others), Solid Rock, Saving Grace, Saved, What Can I Do for You?, In the Garden, Are You Ready, Pressing On[1]
- #12 – Gotta Serve Somebody, Covenant Woman, When You Gonna Wake Up, Ain't Gonna Go to Hell for Anybody, Cover Down, Break Through, Man Gave Names to All the Animals, Precious Angel, Slow Train, Do Right to Me Baby (Do Unto Others), Solid Rock, Saving Grace, What Can I Do for You?, Saved, In the Garden, Are You Ready, I Will Love Him[1]
- #13 – When You Gonna Wake Up, Man Gave Names to All the Animals, Precious Angel, Slow Train, Do Right to Me Baby (Do Unto Others), Solid Rock, Saving Grace, What Can I Do for You?, Saved, In the Garden, Pressing On, Are You Ready, Ain't Gonna Go to Hell for Anybody, Cover Down, Break Through[1]
- #14 – Gotta Serve Somebody, I Believe In You, When You Gonna Wake Up, Ain't Gonna Go to Hell for Anybody, Cover Down, Break Through, Precious Angel, Man Gave Names to All the Animals, Slow Train, Ain't No Man Righteous, No Not One, Do Right to Me Baby (Do Unto Others), Solid Rock, Saving Grace, Saved, What Can I Do for You?, In the Garden, Are You Ready, Pressing On[1]
- #15 – Gotta Serve Somebody, I Believe In You, When You Gonna Wake Up, Ain't Gonna Go to Hell for Anybody, Cover Down, Break Through, Precious Angel, Man Gave Names to All the Animals, Slow Train, Do Right to Me Baby (Do Unto Others), Solid Rock, Saving Grace, Saved, What Can I Do for You?, Lay, Lady, Lay, In the Garden, Are You Ready, Pressing On[1]
- #16 – Gotta Serve Somebody, I Believe In You, When You Gonna Wake Up, Ain't Gonna Go to Hell for Anybody, Cover Down, Break Through, Precious Angel, Man Gave Names to All the Animals, Slow Train, Do Right to Me Baby (Do Unto Others), Solid Rock, Saving Grace, Saved, What Can I Do for You?, In the Garden, Are You Ready, Pressing On, Blessed Be the Name[1]
- #17 – Gotta Serve Somebody, I Believe In You, When You Gonna Wake Up, Ain't Gonna Go to Hell for Anybody, Cover Down, Break Through, Precious Angel, Man Gave Names to All the Animals, Slow Train, When He Returns, Solid Rock, Saving Grace, Saved, What Can I Do for You?, In the Garden, Are You Ready, Pressing On, I Will Sing[1]
- #18 – Gotta Serve Somebody, I Believe In You, When You Gonna Wake Up, Ain't Gonna Go to Hell for Anybody, Cover Down, Break Through, Precious Angel, Man Gave Names to All the Animals, Slow Train, Ain't No Man Righteous, No Not One, Do Right to Me Baby (Do Unto Others), Solid Rock, Saving Grace, Saved, What Can I Do for You?, In the Garden, Are You Ready, Pressing On[1]